# Hortlax församling
Hortlax församling är en församling i Pite kontrakt i Luleå stift. Församlingen ligger i Piteå kommun i Norrbottens län och utgör ett eget pastorat.

## Administrativ historik
Enligt beslut den 31 mars 1905 skulle, sedan vissa villkor blivit uppfyllda, utbrytas en församling benämnd Hortlax i sydöstra delen av Piteå landsförsamling. Församlingen bildades 1 januari 1918 (enligt beslut 28 september 1917) och hade 3 439 invånare (befolkning 31 december 1917) och omfattande en areal av 319,12 km², varav 291,83 km² land. Församlingen ingick till 1 maj 1918 i pastorat med Piteå landsförsamling för att därefter utgöra ett eget pastorat.
Hortlax församling omfattade enligt beslut vid bildandet följande byar och hemman: Bergvikens by med Hemlunda, Blåsmarks by, Brännfors, Båtviken, Bölsträsk, Finnträsk, Himmingsmarks by, Hortlax by, Högsböle by, Högkölsträsk, Jävre by, Södra Holmfors och Uddfors; samt lägenheterna och holmarna Degerfors stockfångstskog, Grytan, Pitesundet, Färjkarlstorp, del av kronopark littera A, Bondökallen norra och södra, Döman, Grundkallen, Gråskäret, Jävre-Sandön, Landskären, Leskär, Lilla Hörun, Sandskäret, Stora Hörun och Yttre Degerstensgrundet.

## Areal
Hortlax församling omfattade den 1 januari 1921 en areal av 319,12 km², varav 291,83 km² land, och den 1 januari 1952 fortfarande samma areal. Dessa arealsiffror var baserade på Generalstabskartan i skala 1:100 000 över Norrbottens län upprättad 1876-1897. Efter nymätningar och arealberäkningar färdiga den 1 januari 1954 baserade på nya kartor (ekonomiska kartan i skala 1:10 000) omfattade församlingen den 1 januari 1961 en areal av 362,08 km², varav 336,01 km² land. Hortlax församling omfattade den 1 januari 1986 en areal av 362,1 km², varav 336,0 km² land.

## Befolkningsutveckling
| Befolkningsutvecklingen i Hortlax församling 1920–2015 | Befolkningsutvecklingen i Hortlax församling 1920–2015 | Befolkningsutvecklingen i Hortlax församling 1920–2015 | Befolkningsutvecklingen i Hortlax församling 1920–2015 | Befolkningsutvecklingen i Hortlax församling 1920–2015 |
| --- | ------------------------------------------------------ | ------------------------------------------------------ | ------------------------------------------------------ | ------------------------------------------------------ |
| |                                                        |                                                        |                                                        |                                                        |
| År |                                                        |                                                        | Folkmängd                                              |                                                        |
| 1920 | 1920                                                   |                                                        | 3 764                                                  |                                                        |
| 1925 | 1925                                                   |                                                        | 4 156                                                  |                                                        |
| 1930 | 1930                                                   |                                                        | 4 340                                                  |                                                        |
| 1935 | 1935                                                   |                                                        | 4 467                                                  |                                                        |
| 1940 | 1940                                                   |                                                        | 4 508                                                  |                                                        |
| 1945 | 1945                                                   |                                                        | 4 632                                                  |                                                        |
| 1950 | 1950                                                   |                                                        | 4 853                                                  |                                                        |
| 1955 | 1955                                                   |                                                        | 4 907                                                  |                                                        |
| 1960 | 1960                                                   |                                                        | 4 773                                                  |                                                        |
| 1965 | 1965                                                   |                                                        | 4 531                                                  |                                                        |
| 1970 | 1970                                                   |                                                        | 4 434                                                  |                                                        |
| 1975 | 1975                                                   |                                                        | 5 135                                                  |                                                        |
| 1980 | 1980                                                   |                                                        | 5 574                                                  |                                                        |
| 1985 | 1985                                                   |                                                        | 5 870                                                  |                                                        |
| 1990 | 1990                                                   |                                                        | 6 173                                                  |                                                        |
| 1995 | 1995                                                   |                                                        | 6 429                                                  |                                                        |
| 2000 | 2000                                                   |                                                        | 6 409                                                  |                                                        |
| 2005 | 2005                                                   |                                                        | 6 399                                                  |                                                        |
| 2010 | 2010                                                   |                                                        | 6 364                                                  |                                                        |
| 2015 | 2015                                                   |                                                        | 6 377                                                  |                                                        |
| Anm: För åren 1920-1945: befolkning enligt folkräkning 31 december enligt den administrativa indelningen den 1 januari följande år. 1950 avser befolkning enligt folkräkning den 31 december enligt den administrativa indelningen den 1 januari 1952. 1960-1970 avser befolkning enligt folkräkning den 1 november enligt den administrativa indelningen den 1 januari följande år. För åren 1925, 1955 samt 1975-2015: befolkning 31 december enligt den administrativa indelningen den 1 januari följande år. Sedan 1 januari 2016 sker inte folkbokföring per församling och därmed kan det hända att vissa personer inte ingår i församlingens folkmängd då de är skrivna på den fiktiva fastigheten På kommunen skriven som inte delas upp på församlingsnivå då de inte kunnat folkbokföras på en särskild befintlig fastighet. Den totala befolkningen i Svenska kyrkans församlingar är därför något lägre än den totala befolkningen i riket. |                                                        |                                                        |                                                        |                                                        |

## Kyrkor
- Hortlax kyrka